# Boleslas IV de Legnica
Boleslas IV de Legnica (en polonais: Bolesław IV legnicki) (né vers 1349/1352 – 3/4 mars 1394) est nominalement duc de Legnica en Silésie à partir de 1364  conjointement avec ses frères.

## Biographie
Bolesław est le 3e fils Venceslas ou Waclaw Ier et de son épouse Anna, fille de Casimir Ier de Cieszyn.
Après la mort de leurs père en 1364 Bolesław et ses frères et sœur; trois frères : Robert ou Rupert Ier, Venceslas II, et Henri VIII et une sœur Hedwige, sont placés sous la garde de leur oncle Louis Ier de Brzeg. Comme ses frères Venceslas II et Henri VIII, Bolesław IV est destiné à l'Église depuis son plus jeune âge par son père dans le but de prévenir de futurs partages du petit duché de Legnica qui revient à leur frère aîné Robert Ier. En complément de cette disposition le 2 décembre 1372 les frères signent un accord qui déclare l'indivisibilité du duché pour les dix prochaines années. Cet engagement est régulièrement confirmé les décennies suivantes laissant. Bolesław IV et ses deux frères étant de ce fait, ducs conjoints de Legnica, sans réel pouvoir de décision dans le gouvernement qui était assumé par leur frère aîné Robert Ier.
En 1365 et à la demande du pape Urbain V, l'empereur Charles IV accorde à Bolesław IV de riches prébendes dans les diocèses de Cracovie et Wroclaw. Cependant en 1373 Bolesław IV décide de renoncer à son état ecclésiastique  et résigne également ses droits potentiels au gouvernement du duché de Legnica. Détaché de toutes obligations dynastique, Bolesław IV prend part avec grand intérêt aux affaires politique de son temps et il participe le 6 juillet 1376 au couronnement du roi Venceslas Ier à Aix-la-Chapelle. Le désistement formel et définitif de Bolesław IV et de ses frères de leurs droits au gouvernement du duché de Legnica au bénéfice de leur aîné Robert Ier est officiellement confirmé le 6 janvier 1383 lors du renouvellement de l'hommage au roi Venceslas IV de Bohême. Bolesław IV meurt sans alliance ni postérité le 3 ou 4 mars 1394, des suites d'une blessure reçue pendant un tournoi.

## Sources
- (en) Cet article est partiellement ou en totalité issu de l’article de Wikipédia en anglais intitulé « Bolesław IV of Legnica » (voir la liste des auteurs), édition du 1er juillet 2014.
- (de) Europäische Stammtafeln Vittorio Klostermann, Gmbh, Francfort-sur-le-Main, 2004  (ISBN 3465032926), Die Herzoge von Schlesien, in Liegnitz 1352-1596 und in Brieg 1532-1586 des Stammes der Piasten  Volume III Tafel 10.
- (en) & (de) Peter Truhart, Regents of Nations, K. G Saur Munich, 1984-1988 (ISBN 359810491X), art. « Liegnitz (pol. Legnica) »  p. 2.451.